# Obtusipalpis
Obtusipalpis là một chi bướm đêm thuộc họ Crambidae.

## Các loài
- Obtusipalpis albidalis Hampson, 1919
- Obtusipalpis brunneata Hampson, 1919
- Obtusipalpis citrina Druce, 1902
- Obtusipalpis fusipartalis Hampson, 1919
- Obtusipalpis pardalis Hampson, 1896
- Obtusipalpis rubricostalis Marion, 1954